# Kris Burm
Kris Burm (Antwerpen, 1957) is een Belgisch spelontwerper. Hij staat bekend om zijn voorliefde voor abstracte strategiespellen voor twee personen.
Van de meer dan 15 spellen die er inmiddels van hem zijn uitgegeven is er slechts één spel dat niet abstract is. De meest bekende spellen zijn onderdeel van het Gipf Project, een samenhangend geheel van 6 spellen, waarvoor Burm diverse prijzen en nominaties ontving. 

## Ludografie
- Invers, 1991
- Oxford, 1993
- Balanx, 1994
- Tashkent (3x3), 1995
- Flix, 1995
- Orient, 1995
- Quads, 1996
- Tashkent (5x5), 1997
- Dicemaster, 1997
- Bi-litaire, 1997
- Batik, 1997
- Gipf, 1997
- Tamsk, 1999
- Zèrtz, 2000
- Elcanto, 2001
- Dvonn, 2001
- Yinsh, 2003
- Pünct, 2005
- Tzaar, 2007
- Color Code, 2008
- Lyngk, 2017